# Ride (песня Ланы Дель Рей)
«Ride» — песня американской певицы и автора песен Ланы Дель Рей c третьего мини-альбома Paradise. Композиция была издана в качестве первого сингла в поддержку переиздания второй пластинки, Born to Die, 25 сентября 2012 года на лейблах Polydor и Interscope. Трек был написан Дель Рей в сотрудничестве с Джастином Паркером, а продюсером выступил Рик Рубин. «Ride» — это баллада, тематически затрагивающая проблемы с родителями, потребление алкоголя и одиночество. На обложке исполнительница изображена в джинсовке,  в ковбойских сапогах и раскачивающейся на подвешенной шине.
«Ride» получила признание от музыкальных критиков, сравнивших вокал Дель Рей с вокалом Адель и Брэндона Флауэрса, участника группы The Killers. Песня была малым хитом в Соединённых Штатах, Швейцарии, Ирландии и Франции, а также достигла девятой позиции в российском чарте Tophit. В британском UK Singles Chart трек расположился на 32 позиции, в то время как в бельгийском Ultratip он занял 3 и 6 места в Фландрии и Валлонии соответственно.
Музыкальное видео на композицию было снято американским режиссёром Энтони Мэндлером и выпущено 12 октября 2012 года. Критики сравнивали роль Дель Рей в клипе с романом «Лолита» и пьесой «Трамвай „Желание“». Мнения по поводу монологического обращения певицы в прологе и эпилоге видео разделились; некоторые находили его «бессмысленным» и «насмешкой над критиками», тогда как другие считали его «трогательным» и «чем-то достойным».

## Предыстория и композиция
В интервью RTVE 15 июня 2012 года Дель Рей заявила, что работает над новым материалом, добавив, что пять треков на тот момент уже были написаны. Во время разговора с Тимом Блекуэллом на австралийском радио Nova FM, исполнительница уточнила, что пластинка будет не полноценным альбомом, а скорее переизданием прошлого Born to Die, которое она описала как «райское». В конечном итоге, в дополнение к 15 трекам диска Born to Die, переиздание The Paradise Edition содержало девять песен, включая «Ride». В начале ноября 2012 года переиздание стало доступно для предзаказа в iTunes, а также на YouTube был опубликован рекламный ролик альбома. Переиздание The Paradise Edition, включавшее в себя треки из Born to Die и мини-альбома Paradise, было выпущено на лейблах Interscope и Polydor 9 ноября 2012 года и дебютировало с десятой позиции в американском чарте Billboard 200 с недельными продажами 67 000 копий.
«Ride» — это баллада, написанная в жанре голубоглазый соул. В песне Дель Рей поёт под наполненную струнными энергичную фортепианную мелодию, спродюсированную Риком Рубином. Текст был написан исполнительницей в сотрудничестве с Джастином Паркером, который являлся соавтором практически всех композиций её второго альбома Born to Die. В песне, Дель Рей поёт такие строки, как «Мне надоело чувствовать себя чертовски сумасшедшей» и «Я очень старалась не попасть в беду,/Но в моих мыслях война». Композиция открывается внятным вдохом певицы, прежде чем она начинает петь: «Я находилась в пути». В песне присутствует умеренная ненормативная лексика, но в остальном она носит ностальгический текст и сильный вокал. Дабы в дальнейшем получить сингл и альбом, лейбл исполнительницы выпустил сборник, состоящий из ремиксов на «Ride». Мини-альбом содержал около десятка ремикшированных записей от таких артистов, как Sohn, MJ Cole, Eli Escobar, 14th, Wes James и Джеймс Лавель. Два дополнительных ремикса на «Ride» от Penguin Prison и Lindstrom были выпущены в качестве бонус-треков эксклюзивного издания Target.

## Реакция критиков
| Оценки критиков    | Оценки критиков                                                                    |
| Источник           | Оценка                                                                             |
| ------------------ | ---------------------------------------------------------------------------------- |
| Artistdirect       | 5 из 5 звёзд · 5 из 5 звёзд · 5 из 5 звёзд · 5 из 5 звёзд · 5 из 5 звёзд           |
| Digital Spy        | 5 из 5 звёзд · 5 из 5 звёзд · 5 из 5 звёзд · 5 из 5 звёзд · 5 из 5 звёзд           |
| PopCrush           | 2,5 из 5 звёзд · 2,5 из 5 звёзд · 2,5 из 5 звёзд · 2,5 из 5 звёзд · 2,5 из 5 звёзд |
| New Jersey On-Line | (позитивная)                                                                       |
| NME                | (позитивная)                                                                       |

«Ride» получила одобрение от музыкальных критиков.

## Список композиций
| №                   | Название              | Автор(ы)                      | Продюсер(ы)         | Длительность |
| ------------------- | --------------------- | ----------------------------- | ------------------- | ------------ |
| 1.                  | «Ride» (радио-версия) | Лана Дель Рей, Джастин Паркер | Рик Рубин           | 4:12         |
| 2.                  | «Ride»                | Дель Рей, Паркер              | Рубин               | 4:46         |
| Общая длительность: | Общая длительность:   | Общая длительность:           | Общая длительность: | 8:58         |

| №                   | Название                             | Автор(ы)                | Producer(s)         | Длительность |
| ------------------- | ------------------------------------ | ----------------------- | ------------------- | ------------ |
| 1.                  | «Ride»                               | Del Rey Parker          | Rubin               | 4:49         |
| 2.                  | «Ride» (Active Child Remix)          | Del Rey Parker          | Rubin               | 3:42         |
| 3.                  | «Blue Velvet» (Penguin Prison Remix) | Bernie Wayne Lee Morris | Emile Haynie        | 5:02         |
| 4.                  | «Blue Velvet» (Lindstrom Remix)      | Wayne Morris            | Haynie              | 9:26         |
| Общая длительность: | Общая длительность:                  | Общая длительность:     | Общая длительность: | 22:59        |

| №                   | Название                                       | Автор(ы)            | Producer(s)         | Длительность |
| ------------------- | ---------------------------------------------- | ------------------- | ------------------- | ------------ |
| 1.                  | «Ride» (Sohn Remix)                            | Del Rey Parker      | Rubin               | 5:12         |
| 2.                  | «Ride» (M. J. Cole Remix)                      | Del Rey Parker      | Rubin               | 5:55         |
| 3.                  | «Ride» (Eli Escobar Remix)                     | Del Rey Parker      | Rubin               | 7:52         |
| 4.                  | «Ride» (14th Remix)                            | Del Rey Parker      | Rubin               | 3:43         |
| 5.                  | «Ride» (Wes James Remix)                       | Del Rey Parker      | Rubin               | 4:20         |
| 6.                  | «Ride» (Lyla's Surprise) (James Lavelle Remix) | Del Rey Parker      | Rubin               | 8:13         |
| Общая длительность: | Общая длительность:                            | Общая длительность: | Общая длительность: | 35:15        |

| №                   | Название                    | Автор(ы)            | Producer(s)         | Длительность |
| ------------------- | --------------------------- | ------------------- | ------------------- | ------------ |
| 1.                  | «Ride»                      | Del Rey Parker      | Rubin               | 4:49         |
| 2.                  | «Ride» (Active Child Remix) | Del Rey Parker      | Rubin               | 3:42         |
| Общая длительность: | Общая длительность:         | Общая длительность: | Общая длительность: | 8:31         |

## Участники записи
Данные адаптированы с сайта Discogs.
| Основные - Лана Дель Рей — вокал, автор песни - Джастин Паркер — автор песни - Рик Рубин — продюсер Инструменты - Дэн Хит — струнные - Джеймс Гадсон — ударные - Зак Рей — пианино, клавишные | - Кэтлин Слоун — скрипка - Сонга Ли-Китто — скрипка Технические - Джейсон Ладер — запись - Эрик Линн — ассистент по записи - Шон Окли — ассистент по записи Запись и другое - Струнные были записаны Таккером Робинсоном на студии Westlake Studios, Лос-Анджелес, Калифорния | - Сведение было произведено Эндрю Шепсом на студии Punkerpad West Studio, Ван-Найс, Калифорния - Мастеринг был проведён Джоном Дэвисом на студии Metropolis Studio, Лондон, Великобритания - Вокал был записан на студиях Shangri-La Studios, Малибу, Калифорния и Sarm Studios, Лондон, Великобритания - Песня издана EMI, Sony/ATV Music Publishing |